# Frédéric Moncassin
Frédéric Moncassin (* 26. September 1968 in Toulouse) ist ein ehemaliger französischer Radrennfahrer. Er fuhr zwischen 1990 und 1999 bei den Radsportteams Castorama, WordPerfect, Novell, Gan und Crédit Agricole.

## Karriere
1989 siegte er bei Paris–Roubaix Espoirs der Amateuraustragung von Paris–Roubaix. 
Er gewann bei der Tour de France 1996 zwei Etappen und belegte Platz 2 in der Wertung des Grünen Trikots hinter Erik Zabel. Bis 2008 war Moncassin als französischer Nationaltrainer tätig. Anschließend wechselte er zum kanadischen Team TelTeck-H20. Sein Nachfolger im Amt wurde Laurent Jalabert.
Von August 2009 an war er Inhaber eines Fahrradgeschäfts an der Avenue du Maréchal Foch in Saint-Girons. In der Nähe des Pyrenäen-Orts lebt Moncassin mit seiner Familie auch. Inzwischen betreibt er ein Gästehaus für Radfahrer.

## Wichtigste Erfolge
1990
- 2. und 4. Etappe Critérium du Dauphiné Libéré
- GP d'Isbergues
- GP de Denain

1991
- GP de Denain
- 3. Etappe Tour d’Armorique

1992
- 3. Etappe Étoile de Bessèges
- 5. Etappe (zweiter Teil) Tour Méditerranéen

1993
- 3. Etappe Critérium du Dauphiné Libéré
- Gesamtwertung, 1. und 2. Etappe, Punktewertung Tour de l'Oise
- 1. Etappe Tour de l’Avenir

1994
- 2. Etappe Midi Libre

1995
- Kuurne–Brüssel–Kuurne

1996
- 2. Etappe Paris–Nizza
- 1. und 19. Etappe Tour de France
- 1. und 3. Etappe Midi Libre
- 1. und 4. Etappe Route du Sud